# نوید استادیان-بینای
نوید استادیان-بینای زاده ۱۹۸۳ در اردبیل، کارآفرین، مدیر امور تکنولوژیکی و نیکوکار مطرح در اسکاندیناوی که در حال حاضر در لندن زندگی می‌کند.

## شرح حال
نوید استادیان ۲۳ سپتامبر ۱۹۸۳ در اردبیل زاده شد، موقعی که نوید، ۶ ساله بود به همراه خانواده‌اش به نروژ مهاجرت کردند. وی پس از طی تحصیلات متوسطه وارد دانشگاه فنی و علوم طبیعی نروژ شد، سپس تحصیلات خود را در دانشگاه کالیفرنیا، برکلی ادامه داد. سپس به همراه همسرش، آرام به کپنهاگ نقل مکان کرده و برای مطالعات پایانی، وارد دانشگاه صنعتی دانمارک شد. سپس در سال ۲۰۰۸ با همسرش آرام استادیان در کلیسای فردریکس در مرکز شهر کپنهاگ ازدواج کرد، که فامیل همسرش نیز به استادیان-بینای تغییر یافت. بعدها هر دو در سپتامبر ۲۰۱۲ به لندن کوچ کردند.

## زندگی حرفه‌ای

### مشارکت در فناوری
در سال ۲۰۰۶، نوید استادیان کار حرفه‌ای خود را با راه‌اندازی پردازنده‌های الکتریکی و نیمه هادی‌هایی با حمایت سرمایه‌گذاران شرکت‌های دانمارکی آغاز کرد.سپس در سال ۲۰۰۸ به "IPtronics" پیوست. که توسط مدیران سابق شرکت تأسیس شده‌بود. و همزمان با کمپانی اینتل نیز همکاری داشت.
نوید استادیان در سال ۲۰۱۲ به عنوان مدیر اجرایی و توسعه کسب و کار منطقه‌ای "EMEA" برگزیده‌شد. در ژانویه ۲۰۱۳، نوید استادیان، سهامدار شرکت "IPtronics" شد.

### مشارکت در امور بشردوستانه
نوید استادیان در سال ۲۰۱۲ به اتاق بین‌المللی بازرگانی که سازمانی حرفه‌ای در توسعه امور جوانان می‌باشد، پیوست و همکاری دارد. وی در اکتبر ۲۰۱۱، پلی مابین دره سیلیکون و کشورهای اسکاندیناوی همچنین شامل(کشورهای حوزه دریای بالتیک) را بنیان‌گذاری کرد. و در تمام پروژه‌های خیرخواهانه لندن و کپنهاگ حضور فعال می‌دارد.